# Galium albertii
Galium albertii är en måreväxtart som beskrevs av Georges Rouy. Galium albertii ingår i släktet måror, och familjen måreväxter. Inga underarter finns listade i Catalogue of Life.